# Liste der Naturdenkmäler in Barntrup
Die Liste der Naturdenkmäler in Barntrup führt die Naturdenkmäler der Stadt Barntrup auf.

## Außenbereich
| Nr.    | Bezeichnung                                                | Lage                                                       | Beschreibung          | Bild |
| ------ | ---------------------------------------------------------- | ---------------------------------------------------------- | --------------------- | ---- |
| 2.3-5  | Grenzeiche Dudenhausen                                     | Alverdissen Flur 16 Flurstück 104 tw. (Lage)               |                       |      |
| 2.3-9  | 2 Eichen und 1 Ruine an der Flachsrotte in Uhlental        | Sonneborn Flur 15 Flurstück 73 (Lage)                      |                       |      |
| 2.3-10 | 3 Eichen Uhlental 4                                        | Sonneborn Flur 15 Flurstück 55 (Lage)                      |                       |      |
| 2.3-11 | 1 Eiche in der Feldflur „Ramsfeld“ nördlich Sommersell     | Sommersell Flur 1 Flurstück 57 tw. (Lage)                  | Baum steht nicht mehr |      |
| 2.3-12 | 1 Linde auf dem Hofgrundstück Barntruper Str. 1 in Bentrup | Sommersell Flur 4 Flurstück 1 tw. (Lage)                   |                       |      |
| 2.3-13 | „Dicke Linde“ südwestlich vom Gut Mönchshof an der K 60    | Barntrup Flur 18 Flurstück 82 tw. (Lage)                   |                       |      |
| 2.3-14 | 1 Eiche am Teichufer südlich von Bentrup                   | Sommersell Flur 4 Flurstück 5 tw. (Lage)                   |                       |      |
| 2.3-15 | Wierborner Allee                                           | Barntrup Flur 12 Flurstück 26 tw., 703 tw., 704 tw. (Lage) |                       |      |
| 2.3-16 | 1 Feldahorn am Dingelstedtpfad                             | Barntrup Flur 2 Flurstück 1113 tw. (Lage)                  |                       |      |
| 2.3-17 | 1 Linde im Steinkensbachtal südlich Bentrup                | Sommersell Flur 4 Flurstück 7 tw. (Lage)                   |                       |      |
| 2.3-18 | 4 Eichen in Oesterröden                                    | Barntrup Flur 16 Flurstück 48 tw. (Lage)                   |                       |      |
| 2.3-19 | 4 Hügellinden in Oesterröden                               | Barntrup Flur 16 Flurstück 46 tw. (Lage)                   |                       |      |
| 2.3-20 | Allee Domäne Barntrup                                      | Sonneborn Flur 9 Flurstück 11 tw., 20 tw. (Lage)           |                       |      |
| 2.3-25 | Zwei Mergelkuhlen am Siekberg                              | Barntrup Flur 20 Flurstück 5 tw., 6 tw. (Lage)             |                       |      |
| 2.3-26 | Weiher westlich des Eilenberges                            | Sonneborn Flur 8 Flurstück 34 tw. (Lage)                   |                       |      |
| 2.3-27 | Steinbruch Steinberg                                       | Barntrup Flur 16 Flurstück 54 tw. (Lage)                   |                       |      |